# Trịnh Thân Hiệp
Trịnh Thân Hiệp (tiếng Trung: 郑申侠; sinh năm 1942) là Thượng tướng Không quân Quân Giải phóng Nhân dân Trung Quốc (PLAAF). Ông từng giữ chức vụ Tham mưu trưởng Không quân Trung Quốc và Viện trưởng Viện Hàn lâm Khoa học Quân sự Trung Quốc.

## Thân thế và binh nghiệp
Trịnh Thân Hiệp sinh tháng 7 năm 1942, người Bạc Trấn (泊镇), tỉnh Hà Bắc. Tháng 10 năm 1958, Trịnh Thân Hiệp nhập ngũ, học tập tại Trường dự bị Hàng không 1 Không quân và Trường Hàng không 3 Không quân. Năm 1960, ông gia nhập Đảng Cộng sản Trung Quốc. Năm 1962, Trịnh Thân Hiệp trở thành phi công, từ đó ông kinh qua các chức vụ Trung đội trưởng; Đại đội trưởng; Trung đoàn trưởng Lực lượng Hàng không; Sư đoàn trưởng.
Tháng 9 năm 1986 đến tháng 7 năm 1988, Trịnh Thân Hiệp học tập khoa Cơ bản tại Đại học Quốc phòng Trung Quốc. Năm 1988, Trịnh Thân Hiệp thụ phong quân hàm Đại tá Không quân. Năm 1989, Trịnh Thân Hiệp được bổ nhiệm làm Tham mưu trưởng Quân đoàn 7, Không quân Quân Giải phóng Nhân dân Trung Quốc, sau thăng chức Tư lệnh Quân đoàn 7 Không quân. Tháng 7 năm 1990, Trịnh Thân Hiệp được phong quân hàm Thiếu tướng Không quân.
Năm 1994, Trịnh Thân Hiệp được điều động giữ chức Viện trưởng Học viện Chỉ huy Không quân.
Tháng 7 năm 1996, Trịnh Thân Hiệp được bổ nhiệm làm Phó Tư lệnh Quân khu Thẩm Dương kiêm Tư lệnh binh chủng Không quân Quân khu Thẩm Dương. Tháng 7 năm 1997, ông được thăng quân hàm Trung tướng Không quân.
Tháng 1 năm 1999, Trịnh Thân Hiệp được bổ nhiệm giữ chức vụ Tham mưu trưởng Không quân Quân Giải phóng Nhân dân Trung Quốc (PLAAF).
Tháng 6 năm 2003, Trịnh Thân Hiệp được điều động giữ chức Viện trưởng Viện Hàn lâm Khoa học Quân sự Trung Quốc. Ngày 20 tháng 6 năm 2004, Trịnh Thân Hiệp thụ phong quân hàm Thượng tướng Không quân. Tháng 9 năm 2007, Trịnh Thân Hiệp nghỉ hưu.